# Pere Orpí Ferrer
Pere Orpí Ferrer (Capdepera, Mallorca, 1936) és un prevere i escriptor mallorquí.
Als vint anys deixà les feines del camp per estudiar al Seminari Diocesà, i més tard es llicencia en Teologia a la Universidad Pontificia de Comillas. Ha estat rector de diverses localitats de Mallorca des del 1967: Peguera, Son Macià, Montuïri, Colònia de Sant Jordi, es Llombards i s'Alqueria Blanca... Des de sempre molt vinculat en els moviments de defensa i promoció de la cultura i tradició mallorquines, ha estat professor de l'Escola Municipal de Mallorquí de Manacor, fundador i director de la revista Vora Mar i un dels promotors de l'Associació de Premsa Forana.
Ha publicat diversos reculls de poesia, com ara Encara que no em donin la paraula (1975), A contrallum (1979), A cara i creu (1986), Simfonia en blau major (1994) i Fent camí amb el poble (2002, llibre i CD), amb els que ha rebut diversos guardons i distincions.
Ha publicat els treballs de divulgació de la cultura popular mallorquina Rondaies mallorquines inèdites (1996) i Sons de Mallorca. Instruments tradicionals: música, senyals i cultura de l'oci(2009, DVD) i Planter de paraules: L'obra escrita d'Antoni M. Alcover (2012).
També ha escrit himnes i cants religiosos populars, reunits a Versos per cantar: Aportació al cantoral festiu de Mallorca. (2018)
L'any 1967 li va ser concedit el Ciutat de Palma-Joan Alcover de poesia. L'any 2018 recollí el premi Aina Moll de l'Obra Cultural Balear en honor a la seva trajectòria. Gabriel Barceló Bover a Pere Orpí. Confessió general d’un capellà poeta (2003) traçà la semblança del sacerdot, del poeta, del patriota i de l'escriptor.